# NGC 2407
NGC 2407 (również PGC 21220 lub UGC 3896) – galaktyka soczewkowata (E-S0 lub S0^-?), znajdująca się w gwiazdozbiorze Bliźniąt. Odkrył ją Édouard Jean-Marie Stephan 7 lutego 1885 roku.